# Isabelle Rigaux
 (décembre 2008).
Si vous disposez d'ouvrages ou d'articles de référence ou si vous connaissez des sites web de qualité traitant du thème abordé ici, merci de compléter l'article en donnant les références utiles à sa vérifiabilité et en les liant à la section « Notes et références ».
Pour les personnes ayant le même patronyme, voir Rigaux.
Isabelle Rigaux est une chanteuse-pianiste-compositrice belge.

## Biographie
Chanteuse-pianiste belge aux directions musicales multiples, Isabelle Rigaux est avant tout une voix hors du commun[non neutre] aussi à l'aise en chanson française qu'en anglais, jazz, comédie musicale et chant sacré
Elle a fait ses premiers pas scéniques, à l'aube des années 80, au Grenier aux Chansons à Bruxelles.
Elle obtient, par une participation aux Découvertes francophones de TF1, un premier Prix auteur-compositeur-interprète des télévisions francophones représentant la RTBF à Montréal avec la chanson Un piano sur le rivage en 1980.
Au début de sa carrière, elle fait la première partie de Gilbert Bécaud.
Isabelle enregistre plusieurs disques, participe à de nombreuses émissions de radio et de télévision et apparaît des centaines de fois sur scène en Belgique et à l’étranger.
Elle partage sa vie musicale entre les concerts de chanson française, de chansons pour enfant, de jazz et les cours de chant qu’elle donne (chansons, jazz, comédie musicale) ainsi que la composition.
En avril 1995, Isabelle crée l’Ave Maria et Messe de Popayán qu’elle écrit pour voix soliste, chœurs 4 voix mixte et orgue, lors du 32e Festival international de musique religieuse de Popayán (Colombie) en compagnie des Pastoureaux de Waterloo. Elle enregistre le disque deux ans plus tard avec la Chorale royale protestante de Bruxelles. L’œuvre a été interprétée à Bruxelles ainsi qu’à Budapest et à Vienne.
Entre 1991 et 1999, elle compose la musique du spectacle Thyl Ulenspiegel produit par Del Diffusion et en assure la direction musicale lors des représentations (21.000 spectateurs) à Villers-la-Ville durant l’été 2000.
Artiste dans l'âme, Isabelle assure la gestion et la direction artistique du Centre Culturel d'Uccle comme Présidente de 1995 à 2001. Elle redéveloppe le cycle de théâtre et y crée, notamment, le festival La Cerise du Gâteau.
Elle est en outre marraine de l’Association des Patients Sclérodermiques de Belgique et enregistre, par ailleurs, des livres pour la Ligue Braille
Au début de l’année 2003, elle sort l’album de chansons françaises Déposer les larmes.
En mai 2004, elle est nommée administrateur de la Promotion artistique belge de la SABAM (appelée aujourd'hui SABAM Culture).
De 2005 à 2015, elle donne cours de chant à l’École de la scène à Uccle.
Lors de l’édition 2006 du Festival du Film francophone de Namur, passionnée de cinéma, elle est membre du Jury longs et courts métrages présidé par la comédienne Dominique Blanc 
À partir de janvier 2007, elle propose, avec la complicité pianistique de Charles Loos, de Jean-Louis Rassinfosse (contrebasse), de Fabrice Alleman (sax) et de Luc Vanden Bosch (drums), un concert sur les compositions de Michel Legrand.
Entre 2007 et 2009, elle a également composé la musique de la comédie musicale Le Messager du soleil écrite par Julie River.
Le 7 juin 2010, elle a été la première femme élue au conseil d'administration de la SABAM poste qu'elle occupe jusqu'en mai 2018.
Pendant 6 ans, elle représente la Sabam au sein du Comité de Concertation des Arts de la Scène de la Fédération Wallonie-Bruxelles
En 2013 et 2014, elle compose la musique d’un spectacle jeune public  « Faut que ça bouge » 
En 2015, elle assure le coaching vocal des comédiens-chanteurs de la comédie musicale « La Mélodie du Bonheur » produite par Bruxellons au Château du Karreveld durant l’été.
Passionnée de langues, elle a publié récemment un livre « Vade-mecum 2000 proverbes et expressions quotidiens français-anglais »
En avril 2017, elle devient pour un an Présidente de l'association francophone des membres de la Sabam, francAuteurs.
Début 2019, elle enregistre un nouveau CD de chanson française « 9 Vies de femme » avec la complicité du pianiste Philippe Decock dont les premiers concerts en public a lieu le 9 octobre 2019 et le 31 janvier 2020. Nouvelle série de concerts prévus en 2022.

## Discographie
- 1994 : Côté jardin (CD)
- 1998 : Ave Maria et Messe de Popayán (CD)
- 2000 : Thyl Ulenspiegel (CD)
- 2004 : Déposer les larmes (CD)
- 2019 : 9 Vies de femme (CD)